# こすぷれCOMPLEX
『こすぷれCOMPLEX』（こすぷれコンプレックス）は、OVA作品。2002年5月に第1巻が発売された。全3巻。
こすぷれ甲子園を目指すコスプレ同好会の面々によるギャグアニメ作品。作中では登場人物がコスプレを披露するのを始め、様々なパロディが鏤められている。また、エンディングアニメーションでは何人もの実際のコスプレイヤー達のコスプレ姿を見ることができる。

## ストーリー
大泉東学園中等部コスプレ同好会に入部希望者のジェニーが現れる。コスプレ同好会部長の万代五郎はチャコとコスプレ対決を行い勝ったら入部を認めると言い出す、しかしそれは観客から観戦料を徴収し部費に当てるためだった。
ジョニーが加わり夏合宿へと出かけたコスプレ同好会。女子部員皆で水着を買いにいき、合宿先のお寺へ到着する。麗華のお節介によりチャコは田宮耕介と夏祭りを一緒に廻る事に。チャコは楽しい時間を過ごし別れ際に必ずこすぷれ甲子園出場を果たすと誓い、耕介も必ず応援に駆けつけると約束する。
合宿も終わり、こすぷれ甲子園を目前にしたコスプレ同好会は、昨年のコスプレ甲子園優勝校真宝塚学園コスプレ部と練習試合を行うことに。

## 登場人物
長谷川チャコ
声 - 野川さくら
デルモ
声 - 釘宮理恵
今井まりあ
声 - 千葉紗子
今井あてな
声 - 清水愛
青島麗華
声 - たかはし智秋
ジェニー・マテル
声 - 渡辺明乃
万代五郎
声 - 千葉進歩
田宮耕介
声 - 櫻井孝宏
有井幸子
声 - 増田ゆき
イケブクロウ
声 - 小野健一
鷹良蘭子
声 - 井上喜久子
富井つかさ
声 - 浅野真澄

## スタッフ
- 企画 - 有栖川ケイ
- 原作 - 六月十三
- 監督 - 木村真一郎
- シリーズ構成 - 木村暢
- キャラクターデザイン・総作画監督 - 平田雄三
- プロップデザイン - 森木靖泰
- 美術監督 - 永吉幸樹
- 色彩設定 - 植木義則
- 撮影監督 - 岡崎英夫
- 編集 - 秋山涼路
- 音楽 - 平岩嘉信
- 音楽プロデューサー - 井上俊次
- 音響監督 - 高橋秀雄
- チーフプロデューサー - 伊藤敦（第2巻から）
- 製作 - 酒匂暢彦、島村達夫、鈴木径男、安田猛
- プロデューサー - 伊藤敦（第1巻）、蜂屋誠一（第2巻から）、冨岡重明、武智恒雄、福井政文
- アニメーションプロデューサー - 加藤長輝
- 企画プロデュース - ワンダーファーム
- アニメーション制作 - TNK
- 製作 - こすぷれCOMPLEX製作委員会（角川書店、ビームエンタテインメント、クロックワークス、イマジカ、ティー・エヌ・ケー）

## 主題歌
オープニングテーマ「萌えてこそ・コスプレ」
作詞 - 六月十三 / 作曲 - 千沢仁 / 編曲 - 須藤賢一
歌 - 長谷川チャコ（野川さくら）、デルモ（釘宮理恵）、今井まりあ（千葉紗子）、今井あてな（清水愛）、ジェニー・マテル（渡辺明乃）、青島麗華（たかはし智秋）
エンディングテーマ「コスプレ音頭」
作詞 - 六月十三 / 作曲 - 宮島律子 / 編曲 - 須藤賢一
歌 - 長谷川チャコ（野川さくら）、デルモ（釘宮理恵）、今井まりあ（千葉紗子）、今井あてな（清水愛）、ジェニー・マテル（渡辺明乃）、青島麗華（たかはし智秋）

## 各巻リスト
|   | サブタイトル                             | 脚本   | 絵コンテ   | 演出                | 作画監督   |
| - | ---------------------------------------- | ------ | ---------- | ------------------- | ---------- |
| 1 | コスプレ部誕生！                         | 木村暢 | 木村真一郎 | 木村真一郎 長井龍雪 | 杉藤さゆり |
| 2 | 魅惑の夏合宿！！                         | 木村暢 | 大畑清隆   | 木村真一郎 長井龍雪 | 寺岡巌     |
| 3 | 決戦！大泉東学園体育館は赤く燃えている！ | 木村暢 | 木村真一郎 | 木村真一郎 長井龍雪 | 杉藤さゆり |

## 関連番組
さくらと紗子の着替えるラジオ
ラジオ大阪、文化放送で2002年4月から6月まで放送されていたラジオ番組。パーソナリティは長谷川チャコ役の野川さくらと今井まりあ役の千葉紗子。
| 文化放送 毎週日曜日 25:00 - 25:30 枠 | 文化放送 毎週日曜日 25:00 - 25:30 枠         | 文化放送 毎週日曜日 25:00 - 25:30 枠 |
| 前番組                               | 番組名                                       | 次番組                               |
| ------------------------------------ | -------------------------------------------- | ------------------------------------ |
| 大橋照子のこれでキメましょう!        | こすぷれCOMPLEX さくらと紗子の着替えるラジオ | ちよれんちゃんねる♪                  |

## コミック
- こすぷれCOMPLEX 酒月ほまれ 角川書店  2002年08月 発行　ISBN 9784049262001

## CD

### 萌えてこそ・コスプレ
「萌えてこそ・コスプレ」（）は、長谷川チャコ（野川さくら）、デルモ（釘宮理恵）、今井まりあ（千葉紗子）、今井あてな（清水愛）、ジェニー・マテル（渡辺明乃）、青島麗華（たかはし智秋）の1枚目のシングル。2002年5月22日にLantisから発売された。
収録曲
1. 萌えてこそ・コスプレ [?:]
  - 作曲：
  - OVA『こすぷれCOMPLEX』オープニングテーマ
2. コスプレ音頭 [?:]
  - 作曲：
  - OVA『こすぷれCOMPLEX』エンディングテーマ
3. 萌えてこそ・コスプレ（off vocal）
4. コスプレ音頭（off vocal）

### サウンドトラック
- OVA「こすぷれCOMPLEX」ORIGINAL SOUND TRACK さんとらCOMPLEX（2002年9月25日 / LACA-5125）